# フェラーリ・F399
フェラーリF399 (Ferrari F399) は、スクーデリア・フェラーリが1999年のF1世界選手権参戦用に開発したフォーミュラ1カー。ロス・ブラウンとロリー・バーンが設計し、1999年の開幕戦から最終戦まで実戦投入された。フェラーリとしてのコードナンバーは650。

## F399
F399は、Ferrari 3リッターエンジンを搭載した1999年仕様から取られた。
1998年シーズンはグッドイヤータイヤを使用していたが、グッドイヤーの撤退に伴ってブリヂストンに変更した。F399はタイヤの変更に対応するように改良された。
F399の設計はF300の影響が大きいものの、リヤサスペンションは新しいトーションバースプリングを組み込んだものとなり、ホイールベースは約100㎜延長された。
しかしエースドライバーのミハエル・シューマッハが第8戦イギリスグランプリで大クラッシュし足を骨折、暫く欠場を余儀なくされたため、チームは1999年のタイトルを早々に諦めてF399の風洞開発を停止、翌年のF1-2000の開発に注力する事を決断する。
また、様々な改良パーツが使用され、真夏のレースで排熱を重視すると空力的に悪くなるという悪循環にはまり、一度投入したパーツを以前の物に変えるなど、その影響なのかどたばたしていた面もあった。だが信頼性と安定性が重視された結果、全レースの決勝ラップの93％を走破する信頼性を発揮。その結果、ライバルのマクラーレン・MP4-14に比べ、優勝した回数では一歩及ばないが、表彰台と入賞した回数では上回っており、コンストラクターズタイトルを獲得したマシンとなった。
ロリー・バーンはF399こそがその後のフェラーリF1の基礎になったと語る。「毎年新しいクルマづくりに取り掛かろうとするたび、私はF399のことを思い返す。すべてのベースはあそこにあるんだ。以降のクルマたちは、その進化型だといっていい。」

## 1999年シーズン
開幕戦はエディー・アーバインが制した。第3,4戦はミハエル・シューマッハが連勝。第6戦カナダGPではポールポジションからスタートするも、トップ走行中に最終シケインにクラッシュしてリタイヤ。この時点でシューマッハはミカ・ハッキネンの先行を許し、4点差で選手権2位だった。
第8戦イギリスGPでアクシデントが発生する。スタートするも、グリッド上で立ち往生したマシンがいたため、赤旗によってレース中断となった。しかし、それを知らされなかったシューマッハは高速のハンガーストレートから続くストウコーナーで前方のアーバインのインに入ったが、十分に減速することができずにストウコーナーを飛び出し、タイヤバリアにノーズから一直線に突き刺さった。この事故が元でシューマッハは右足を骨折してしまい、タイトル争いから離脱した。
代わってカーナンバー3のマシンに乗ったのはミカ・サロだった。序盤にB・A・Rから3戦出走していただけだったが、シューマッハが復帰するまでステアリングを握ることとなった。
シューマッハの戦線離脱により代理エースドライバーの立場となったアーバインは第9,10戦と連勝。タイトル争いは白熱していく。ハッキネンのリタイヤの回数はアーバインより多く、第13戦イタリアGP終了時についに60ポイントの同点となった。

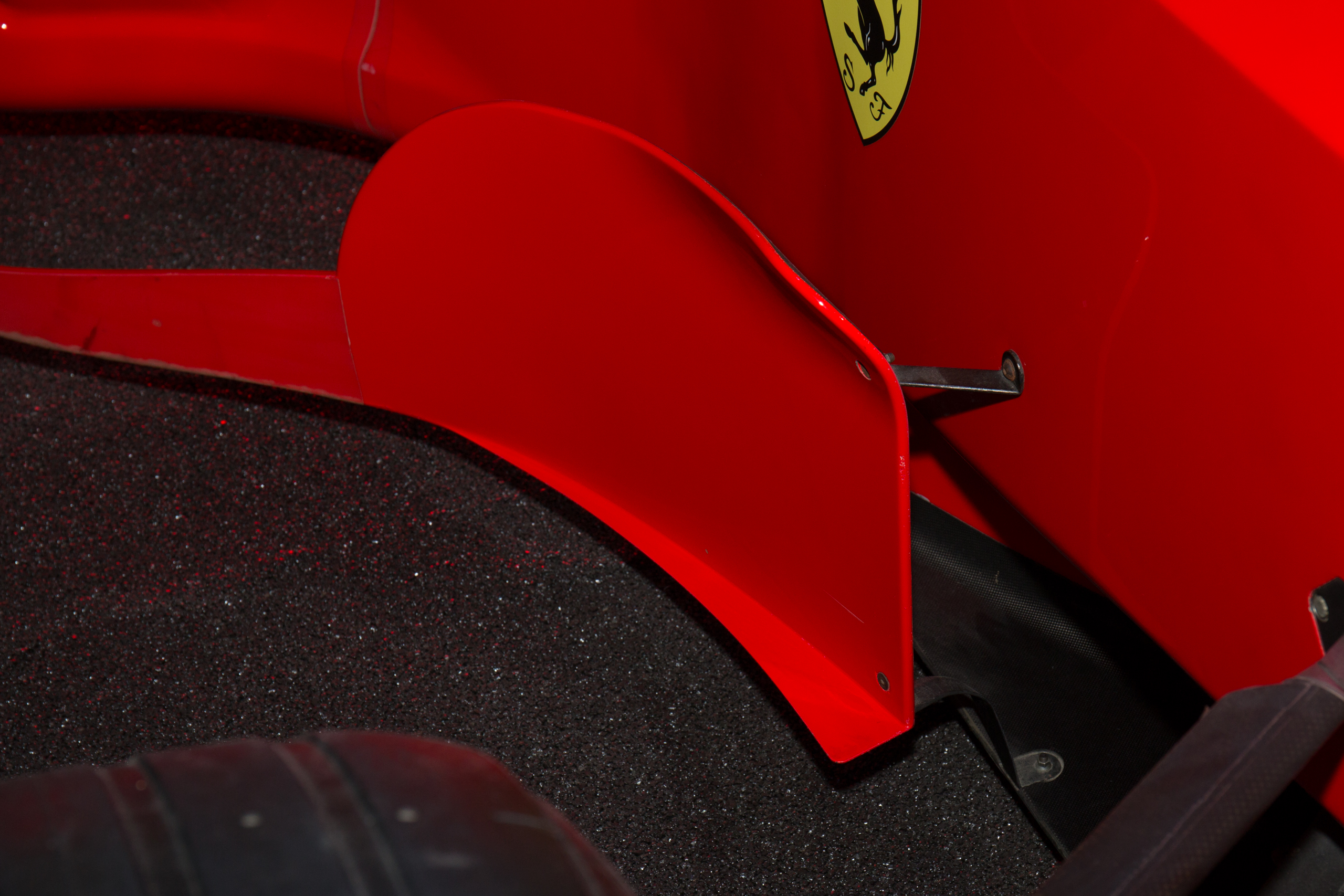
F399のディフレクター

そして第15戦から復帰したシューマッハは、同僚アーバインをサポート。ポールポジションを獲得し、レース中にアーバインを先行させた後は、ハッキネンをブロック。フェラーリの1-2を飾った。しかし、レース後の車検でマシンのディフレクターに規定違反との裁定が下り、フェラーリの2台は失格。3位のハッキネンが繰り上がりの優勝で、ハッキネンの1999年ワールドチャンピオン決定と一度は決まった。しかし、ジャン・トッドら首脳陣の抗議によって後日裁定が覆り、該当部分の寸法は誤差の範囲内であったとして元の順位に戻り、最終戦はアーバインの4ポイントリードで臨むことになった。
最終戦日本GPは、ポールにシューマッハ、2位のハッキネンが並んだ。アーバインは5位と出遅れてしまう。スタート時に、シューマッハは痛恨のホイールスピン。結局ハッキネンを捉えることができず、1位ハッキネン2位シューマッハ3位アーバインでチェッカーを受けた。アーバインは2ポイント差でランキング2位でシーズンを終えた。しかし、年間を通してライバルのマクラーレン陣営に対して信頼性に勝ったことで、1983年以来のコンストラクターズチャンピオンを獲得した。

## スペック

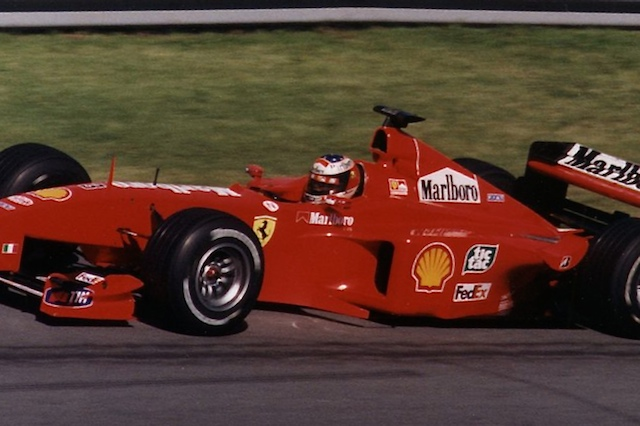
1999年カナダGPでミハエル・シューマッハがドライブするF399

### シャーシ
- シャーシ名 F399 (650)
- シャーシ構造 カーボンファイバー/アルミハニカム製モノコック
- 全長 4,387mm
- 全幅 1,795mm
- 全高 961mm
- ホイールベース 3,052mm
- 前トレッド 1,450mm
- 後トレッド 1,405mm
- クラッチ ザックス・AP
- ブレーキキャリパー ブレンボ
- ブレーキディスク・パッド ブレンボ・カーボンインダストリー
- ダンパー ザックス
- ホイール BBS
- タイヤ ブリヂストン
- ギアボックス 7速＋リバース1速セミオートマチック/チタン・カーボンファイバー製ケーシング
- シートベルト サベルト
- 重量 605kg

### エンジン
- エンジン名 Tipo048
- 気筒数・角度 V型10気筒・80度
- 排気量 2,996.6cc
- 最高回転数 17,100回転（予選時17,500回転）
- 最大馬力 780馬力（予選時795馬力）
- 重量 114kg
- スパークプラグ チャンピオン
- 燃料・潤滑油 シェル
- イグニッション マニエッティ・マレリ
- インジェクション マニエッティ・マレリ

## 記録
| 年   | No. | ドライバー   | 1   | 2   | 3   | 4   | 5   | 6   | 7   | 8   | 9   | 10  | 11  | 12  | 13  | 14  | 15  | 16  | ポイント | ランキング |
| 年   | No. | ドライバー   | AUS | BRA | SMR | MON | ESP | CAN | FRA | GBR | AUT | GER | HUN | BEL | ITA | EUR | MAL | JPN | ポイント | ランキング |
| ---- | --- | ------------ | --- | --- | --- | --- | --- | --- | --- | --- | --- | --- | --- | --- | --- | --- | --- | --- | -------- | ---------- |
| 1999 | 3   | シューマッハ | 8   | 2   | 1   | 1   | 3   | Ret | 4   | Ret | INJ | INJ | INJ | INJ | INJ | INJ | 2   | 2   | 128      | 1位        |
| 1999 | 3   | サロ         |     |     |     |     |     |     |     |     | 9   | 2   | 12  | 7   | 3   | Ret |     |     | 128      | 1位        |
| 1999 | 4   | アーバイン   | 1   | 5   | Ret | 2   | 4   | 3   | 6   | 2   | 1   | 1   | 3   | 4   | 6   | 7   | 1   | 3   | 128      | 1位        |

- 太字はポールポジション、斜字はファステストラップ、INJは負傷欠場。(key)
- 年間6勝 3PP（1999年）
- コンストラクターズチャンピオン獲得。
- ドライバーズランキング2位（エディー・アーバイン）予選最高位2位3回 4勝 1FL
- ドライバーズランキング5位（ミハエル・シューマッハ）2勝 3PP 5FL
- ドライバーズランキング10位（ミカ・サロ）予選最高位4位1回 決勝最高位2位1回（第9-14戦にシューマッハの代役で出走）